# 프로 디스플레이 XDR

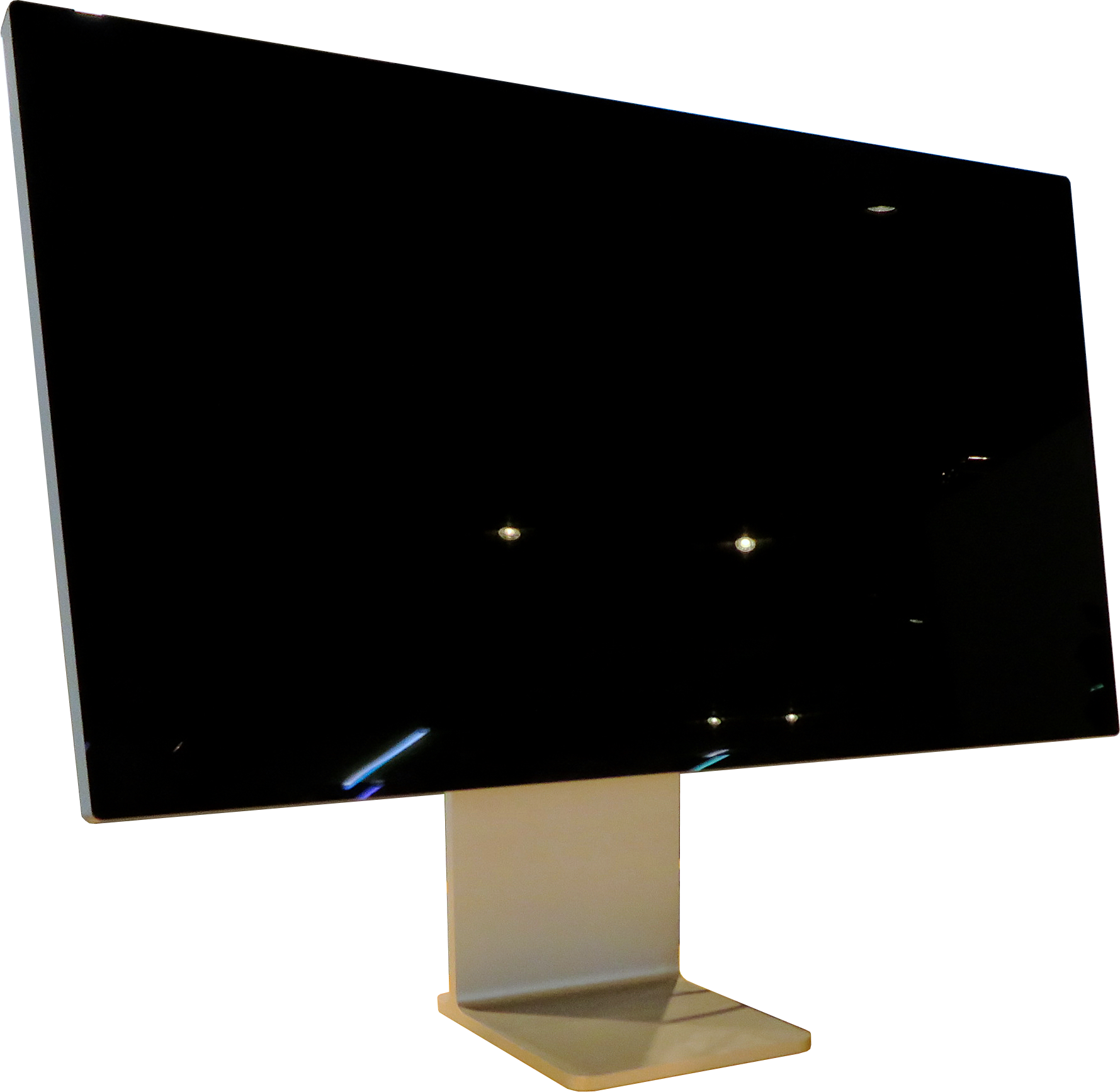

프로 디스플레이 XDR(Pro Display XDR)은 애플이 LG 생산 디스플레이 기반으로 개발한 32인치 평판 패널 컴퓨터 모니터이다. 애플 세계 개발자 회의에서 2019년 6월 3일 3세대 맥 프로와 함께 발표되었다. 애플 선더볼트 디스플레이가 2016년 중단된 이후의 첫 애플 브랜드 디스플레이이다. 애플 스튜디오 디스플레이와 함께 판매된다.

## 같이 보기
- 애플 시네마 디스플레이
- 애플 선더볼트 디스플레이
- 애플 스튜디오 디스플레이